# Parc national Cabo Pulmo
Le parc national de Cabo Pulmo    (espagnol : Parque Nacional Cabo Pulmo) qui inclut une partie de la baie de Cabo Pulmo est l'une des aires naturelles marines réputées les plus importantes (sur le plan du patrimoine naturel) de la région de la mer de Cortez, au sud de la péninsule de Basse-Californie du Sud (Baja California sur), sur la côte pacifique du Mexique, au niveau du tropique du Cancer.

Le site est classé au regard de la protection de la nature depuis 1995, dont à la demande d’une grande partie de la population locale qui voyait ses richesses pillées par des plongeurs et pêcheurs peu respectueux du milieu et des espèces. 
Bien qu’il s’agisse d’un des parcs nationaux du Mexique les plus importants  et qu’il soit éloigné des autres villes de la péninsule, dont la plus proche est Cabo San Lucas, la zone est peu peuplée et ouverte à un tourisme doux. On y pratique, à certaines conditions, des sports et loisirs tels que la plongée, la pêche, la navigation, la randonnée, le kayak de mer…
Son importance réside dans une diversité biologique exceptionnelle et  dans le fait que ses  eaux abritent  le seul récif de corail (pour le « coraux durs ») vivant en Amérique du Nord, et c’est l’un des 3  seuls récifs vivants de coraux durs connus en tout dans l’hémisphère Nord. L’'âge de ce récif  est estimé à environ 25 000 ans. Le commandant Cousteau considérait ce site comme « l’aquarium du monde ».

## Histoire
La richesse de la vie marine de ce site est connue depuis le milieu du XIXe siècle, et plus encore depuis le milieu du XXe siècle, notamment de par l'abondance des espèces halieutiques d’intérêt commercial tels que poissons et crustacés (homard) ou coquillages (huîtres et gastéropodes aquatiques), bien que la région soit  vraiment reconnue mondialement pour l'abondance en huître perlière, dont l’exploitation  a commencé lors de l'époque coloniale et avec une  base commerciale importante à partir de 1912 (apparaissent dans le catalogue « Bancos perleros » de la Basse Californie, de sorte que durant la première moitié du XXe siècle sont venus du monde entier plusieurs groupes de plongeurs qui se sont consacrés à exploiter ces perles.
De nombreux écrivains, surtout des Américains, ont décrit l’abondance et les merveilles des ressources naturelles marines de cette partie du Mexique. Soulignant la variété des espèces qui habitent le récif, faisant référence à ce domaine comme l'un des plus riches en ce qui concerne la flore et la faune marines dans toute la péninsule de Basse-Californie.
Le site a d’abord été classé en zone de protection spéciale, puis plus tard en 
- parc national ;
- Site du patrimoine mondial des îles et aires protégées du Golfe de Californie (2005)[3] ;
- Réserve de la biosphère des îles du golfe de Californie (1995)[4];
- Site Ramsar du parc national Cabo Pulmo (2008)[5].

## Géographie
Le site est situé dans l'État de Basse-Californie du Sud sur le territoire de la municipalité de Los Cabos  à environ 63 km au nord-est de la ville la plus proche (San José del Cabo). Le site n’est aujourd’hui accessible que par un chemin de terre après une route de taille  moyenne.

### Géologie
Le parc est formé dans la portion terrestre de sols essentiellement constitués d’alluvions et de  dépôts de sable et gravier. 
La partie marine est formée par deux petites baies d’eaux profondes dites  Cabo Pulmo y Los frailes  qui couvrent plus de 6 km2  mais dont seulement environ 1,3 km2 sont dans le territoire du parc national.

### Hydrographie
En raison du climat semi-désertique, les précipitations sont rares dans la région, ce qui empêche la formation de ruisseaux et de rivières importantes. Pourtant, lors des fortes précipitations, des rivières temporaires entrainent de grandes quantités d’eau turbide dans la baie.

### Météorologie
Le climat est semi-désertique la plupart de l'année avec quelques rares précipitations en été et en automne, la température de surface diminue en hiver.

## Flore et faune

### Flore
La flore dominante de la partie terrestre du parc est essentiellement constituée d’espèces xérophytes, typiques des climats semi-désertiques, appartenant à quelques familles adaptées au désert (cactées et flore de brousse et broussailles), dont certaines ont des propriétés médicinales utilisées par certains habitants de la région.
Les espèces les plus communes dans la région sont : le lomboy blanc, la matacora, l'ocotillo, et le mesquite. Les  cactus les plus abondants sont les pitayitas et les chollas.  On trouve aussi un arbre dit bois de fer, utilisé pour l'artisanat et l’ornement, qui comme les pitayitas fait l’objet d’une protection spéciale 
Quant à la flore marine, les espèces les plus courantes sont celles qui se trouvent sur le récif dont les algues  dites alga coralina roja et alga calcárea en espagnol

### Faune

#### Animaux terrestres
Des espèces rares ou menacées vivent ou survivent dans ce parc, dont :
des reptiles tels que les fameux  Axolotl, le lézard Urosaurus graciosus dit Cachora au Mexique, ou Aspidoscelis  dit » Güico, », des  Geckos, le serpent  Crotalus durissus, l’Iguane à queue épineuse, le Boa du désert et plusieurs espèces de vipères.
Parmi les oiseaux, la Buse à queue rousse, le  faucon pèlerin et le Moqueur plombé (passereau)
Chez les mammifères, les espèces en péril comprennent le lièvre noir et Cerf hémione de Californie.

#### Faune marine
226 espèces de poissons ont été observées dans le parc sur les 875 espèces récifales connues  pour toute la Mer de Cortés. 

En ce qui  concerne les espèces de corail, on a inventorié dans le parc 11 des 14 espèces connues de coraux hermatypiques du Golfe de Californie
Quelques  espèces marines à haute valeur commerciale sont pêchées dans cette zone, dont le marlin, des voiliers, des daurades et Nematistius pectoralis qui est ici presque en limite nord de son aire de répartition. 

On trouve aussi  de nombreux poissons dans le récif dont Pagrus pagrus, le mérou, le poisson perroquet…
Parmi les mollusques gastéropodes on trouve le cône, le Murex scorpion, l’escargot chinois et la  nacre, commercialement recherchée et exploitée pour ses perles.
Chez les reptiles, plusieurs espèces menacées et protégées sont observées dans le parc, dont 5 espèces de tortues de mer (Caretta caretta, Chelonia agassizi, Dermochelys coriacea, Eretmochelys imbricata, Lepidochelys olivacea) considérées comme «en voie de disparition."

## Attractions
Pour protéger les espèces et habitats qui les abritent, le parc n’a pas vocation à recevoir un grand nombre de touristes, mais une infrastructure touristique répondant aux besoins d’un tourisme vert ou tourisme scientifique permet d’accueillir des visiteurs, Américains surtout, mais aussi Canadiens et Mexicains, ainsi que des amateurs de sports tels que plongée, la pêche sportive, la navigation la rame ou le kayak de mer.

## Décret
La région comprenant la Baie de Cabo Pulmo  a été déclaré zone protégée de l'État de Basse-Californie du Sud pour être incluse en 1995 dans le réseau national des aires protégées (le 6 juin 1995). Le 7 juin 2000, sur la base de son importance patrimoniale et de sa richesse écologique  pour la partie mexicaine  et nord-américaine de la façade de l’océan Pacifique, on lui a donné le statut de Parc naturel marin national.
La surface classée en aire naturelle protégée en 1995 mesure au total 7 111 hectares.

## État, pressions, menaces
Les menaces à long terme sont liées aux changements climatiques et à la montée des océans, à l’acidification de la mer et à son eutrophisation.  Le risque de pollution marine liée à un accident maritime ne peut être exclu. Le risque de la destruction de la biodiversité par la surexploitation est théoriquement repoussé par le classement en parc national, mais les abords du parc semblent faire l’objet de visées spéculatives qui pourraient mettre en péril la biodiversité du site et les paysages environnant. 
À court terme, un risque nouveau semble être celui de la pression immobilière et touristique ; un promoteur espagnol (Hansa Urbana) a obtenu en 2008 du gouvernement et du ministère de l’environnement un premier avis positif sur un pré-projet de tourisme de luxe à Cabo Pulmo ; il s’agit d’un très grand projet spéculatif immobilier visant à accueillir plusieurs milliers de riches vacanciers, fondé sur le tourisme de luxe (sur 4 000 hectares), aux frontières du  Parc national, alors qu’il existe déjà une station balnéaire de luxe non loin (Cabo San Lucas). Ce projet inquiète les environnementalistes, écologues locaux nationaux et parfois étrangers, car étant a priori difficilement compatible avec le Plan national de sauvegarde du littoral et la protection de la biodiversité locale. Bien que le climat soit aride et chaud, le projet prévoit des pistes pour jets privés, une grande marina, 3 655 chambres, 7 816 résidences, deux terrains de golf, un petit port pouvant accueillir 490 embarcations, des centres commerciaux ainsi que 5 000 logements destinés aux ouvriers et au personnel chargé de faire fonctionner le complexe. Comme l’eau manque sur place, le promoteur veut installer une usine de dessalement (4,5 millions de m3) qui rejettera sa saumure dans la baie (en menaçant donc cet unique récif corallien), deux terrains de golf (consommateurs d’eau, d’engrais et de pesticides qui risquent aussi d’empoisonner la baie) 
En septembre 2010, le Semarnat (secrétariat à l'Environnement et aux Ressources naturelles) ayant  noté des irrégularités dans le projet a demandé au promoteur d’affiner son étude d'impact. Les écologistes, dont Greenpeace demandent l'annulation pure et simple du projet, qui détruira selon eux les récifs coralliens en quelques années seulement.